# Solaster benedicti
Solaster benedicti is een zeester uit de familie Solasteridae.
De wetenschappelijke naam van de soort werd in 1894 gepubliceerd door Addison Emery Verrill.